# Dependencia personal
La dependencia personal es la incapacidad funcional para el desarrollo de actividades de la vida diaria  para requerir ayuda para su realización. Una persona es dependiente porque no puede realizar las tareas de manera independiente, por  sí misma y necesita asistencia de alguien o de algún producto de apoyo , tecnología, etc .
Profesionales de referencia: El Terapeuta ocupacional, es el profesional con título universitario Graduado, que promociona la autonomía e independencia de la persona. Valora sus necesidades, capacidades y acorde a su desempeño funcional(que engloba las áreas cognitivo, físico, emocional, social), elabora una intervención basada en el uso de la actividad con propósito, y previamente evaluada- analizada, con la finalidad de que la persona adquiera herramientas, técnicas que le permita ser lo más independiente. Los objetivos son prevención, mantenimiento, rehabilitación y/o adaptación. El Terapeuta interviene en todas las áreas ocupacionales con la finalidad de que pueda participar de la manera más independiente en ; su vida diaria, escuela, ocio, hogar, empleo y comunidad. Puede utilizar técnicas adaptativas ,como productos de apoyo y/o adaptación de las actividades o entornos. 

## Características de la dependencia personal
Para establecer la calificación como dependientes, deben estar en una situación o grado lo suficientemente notable o elevado de discapacidad y disfuncionalidad como para necesitar el concurso, la intervención en forma de ayuda, auxilio, soporte y cuidado personal por terceros, bien de su familia o bien la asistencia de servicios sociales. Hay diferentes grados y calificaciones de la dependencia, así como diversos ámbitos en los que puede manifestarse (dependencia física, dependencia mental, dependencia psicológica, dependencia económica, dependencia social, dependencia cultural). Existen diversos grados y escalas de calificación de la dependencia.
Las personas dependientes se caracterizan por la pérdida o la no adquisición de habilidades funcionales, que se definen como el conjunto de destrezas que se requieren para llevar una vida independiente y que poseen las personas que se desenvuelven por sí mismas en su entorno próximo.
El Consejo de Europa, en el Libro Blanco de la Dependencia, define dependencia como "la necesidad de ayuda o asistencia importante para las actividades de la vida cotidiana", o, más concretamente, como:

"un estado en el que se encuentran las personas que, por razones ligadas a la falta o la pérdida de autonomía física, psíquica o intelectual, tienen necesidad de asistencia o ayudas importantes a fin de realizar los actos corrientes de la vida diaria y, de modo particular, los referentes al cuidado personal".